# Jackie Grant
George Copeland Grant, dit Jackie Grant, est un joueur de cricket trinidadien né le 9 mai 1907 à Port-d'Espagne et mort le 26 octobre 1978 à Cambridge au Royaume-Uni. Ce batteur dispute 12 test-matchs avec l'équipe des Indes occidentales entre 1930 et 1935, tous en tant que capitaine. Son frère Rolph occupe le même poste en 1939. À l'issue de sa carrière internationale, il devient enseignant et missionnaire.

## Biographie
Jackie Grant naît le 9 mai 1907 à Port-d'Espagne dans une famille pesbytérienne originaire du Canada. Il est éduqué au Queen's Royal College, puis à l'Université de Cambridge au Royaume-Uni entre 1926 et 1930. Il y est sélectionné dans l'équipe de l'université à la fois en football et en cricket.
Alors qu'il n'a encore disputé ni test-match avec l'équipe des Indes occidentales, ni rencontre de first-class cricket dans les Caraïbes, il est choisi en tant que capitaine de la tournée en Australie en 1930-1931. À cette époque, ce poste est implicitement réservé au Blancs. Il réussit des scores de 53 et 71 courses (courses) dans son premier match à ce niveau, à l'Adelaide Oval,. Les Indes occidentales remportent le cinquième et dernier test de la série, leur première victoire à ce niveau.
Grant est à nouveau capitaine de la sélection en 1933, lors de la tournée en Angleterre, qui inclut trois test-matchs, puis en 1934-1935, à domicile, contre les mêmes adversaires. Celle-ci est l'occasion de la première série victorieuse des Indes occidentales, 2-1 (en quatre matchs). Grant n'a alors vingt-huit ans, mais il décide de prendre sa retraite internationale pour devenir enseignant et missionnaire. C'est son frère cadet Rolph qui lui succède lors de la tournée suivante, en 1939.
Marié à une Rhodésienne rencontrée à Cambridge, Grant pratique ses deux professions successivement dans plusieurs pays : Zanzibar, Afrique du Sud et Rhodésie. Il s'oppose publiquement à l'apartheid. Il meurt le 26 octobre 1978 à Cambridge.

## Bilan sportif

### Principales équipes
|                         | Test                  |
| ----------------------- | --------------------- |
| Indes occidentales      | 1930 - 1935           |
|                         | First-class           |
| Université de Cambridge | 1928 - 1930           |
| Rhodésie                | 1931-1932             |
| Trinité                 | 1933-1934 - 1934-1935 |